# The Needle and the Damage Done
A little part of it in everyone

But every junkie's like a settin' sun»
Un po' di questo è in ognuno di noi

Ma ogni tossico è come un sole

che tramonta»
(The Needle and the Damage Done, Neil Young)
The Needle and the Damage Done è un brano musicale scritto ed interpretato dal musicista canadese Neil Young, ed incluso nel suo acclamato album Harvest del 1972. Successivamente il brano venne pubblicato su singolo come B-side di Old Man e del successivo singolo War Song in collaborazione con Stephen Stills. Un'altra versione acustica della canzone estratta dall'album Unplugged del 1993 è stata pubblicata anch'essa su singolo.

## Il brano
La canzone descrive lo sprofondare nel tunnel della droga di alcuni musicisti amici di Young sotto forma di triste ballata acustica. Nello specifico la traccia fu scritta riguardo alla dipendenza da eroina del chitarrista dei Crazy Horse Danny Whitten, che lo avrebbe portato alla morte poco tempo dopo, e anticipa i temi dell'album Tonight's the Night del 1975 (ma registrato nel '73), dedicato proprio alla memoria di Whitten e del roadie dei CSN&Y Bruce Berry, morto di overdose d'eroina. Nel brano i versi che fanno direttamente riferimento a Whitten sono: «I hit the city and I lost my band / I watched the needle take another man / Gone, gone, the damage done» ("Sono andato in città e ho perso la mia band / Ho visto l'ago prendersi un altro uomo / andato, perso, il danno è fatto").

### Pubblicazione
The Needle and the Damage Done apparve per la prima volta nell'album Harvest del 1972. La canzone venne registrata dal vivo nel corso di un'esibizione all'UCLA Royce Hall di Los Angeles nel 1971 e in questa veste fu pubblicata sull'album, senza approntarne una versione in studio. Una delle primissime canzoni a trattare il tema dell'effetto distruttivo dell'eroina sulle persone in una canzone di musica leggera, è divenuta una delle composizioni più celebri di Young, ed è stata successivamente inclusa nelle raccolte Decade e Greatest Hits, nonché nell'album acustico dal vivo Unplugged. Nelle note interne della compilation Decade, Young scrisse circa la canzone: "Non sono un predicatore, ma le droghe uccidono un sacco di grandi uomini".

### Live at Massey Hall 1971
Una registrazione di un'altra esecuzione dal vivo della canzone risalente al 1971, è stata inclusa nell'album del 2007 Live at Massey Hall 1971. L'incisione cattura l'introduzione parlata al brano da parte di Young:
(Neil Young, 1971)

## Cover
- Gruppi musicali che hanno reinterpretato questa canzone includono: Our Lady Peace, Green River, Duran Duran, Lior, Simple Minds, e The Pretenders; la punk rock band The Bronx registrò la sua versione del brano che può essere ascoltata come b-side del singolo False Alarm.
- Il bassista dei Red Hot Chili Peppers Flea nel corso del tour del 1993 in occasione della temporanea uscita dal gruppo del chitarrista John Frusciante.
- Ashley Cleveland nel suo album Second Skin del 2002.
- La cantante irlandese Andrea Corr il 19 luglio 2007 in promozione del suo album solista Ten Feet High.
- La cantante folk inglese Laura Marling nel corso del suo tour dell'estate 2008 in Australia, e in svariate date del suo tour britannico del 2010. La Marling ha successivamente inciso la sua versione su singolo in edizione limitata prodotto da Jack White dei White Stripes.
- Pete Doherty durante un concerto al festival francese Eurockeennes de Belfort nel 2009, al Roskilde Festival in Danimarca nel luglio 2009, e anche nel corso del festival belga Lokerse Feesten nell'agosto 2009.
- Il cantante dei Pearl Jam Eddie Vedder reinterpretò il brano durante un concerto dei Pearl Jam il 23 agosto 2009, svoltosi allo United Center di Chicago, Illinois. Vedder dedicò la canzone a Michael Jackson, da poco deceduto.
- Dave Matthews eseguiva frequentemente la canzone dal vivo nel corso del 2010.
- Jewel nel corso di una trasmissione radiofonica il 24 maggio 2010.
- I Marcy Playground sul loro album del 2012 Lunch, Recess & Detention.